# Liste slowakischer Zeitungen
In dieser Liste werden landesweite oder regionale Zeitungen in der Slowakei aufgeführt. Wo nicht vermerkt, erscheinen die Zeitungen von Montag bis Samstag.

## Slowakisch (landesweit)
- Denník N, liberale Tageszeitung, von ehemaligen SME-Redakteuren 2015 gegründet, mehrmals wöchentlich[1]
- Hospodárske noviny, wirtschaftsliberale Tageszeitung, mehrmals wöchentlich[2]
- Nový Čas, Boulevardzeitung, separate Auflage erscheint am Sonntag
- Plus jeden deň, Boulevardzeitung
- Pravda, linksliberale Tageszeitung, mehrmals wöchentlich[3]
- SME, liberale Tageszeitung, Montag bis Samstag[4]
- Šport, Sportzeitung
- Týždeň, liberal-konservative Wochenzeitung[5]

## Slowakisch (regional)
- Bratislavské noviny, Zeitung in der Stadt Bratislava, wöchentlich
- Korzár, konservative Regionalzeitung für die Ostslowakei mit Sitz in Košice
- MY noviny, verschiedene regionale Zeitungen in der West- und Mittelslowakei, wöchentlich

## Ungarisch
- Új Szó, liberale Tageszeitung der ungarischen Minderheit, täglich[6]

## Englisch
- The Slovak Spectator, erscheint wöchentlich

## Ehemalige Zeitungen
- Národná obroda